# Anaceratagallia caesia
Anaceratagallia caesia är en insektsart som beskrevs av Mitjaev 1969. Anaceratagallia caesia ingår i släktet Anaceratagallia och familjen dvärgstritar. Inga underarter finns listade i Catalogue of Life.